# Wilhelm Nagel (Theologe)

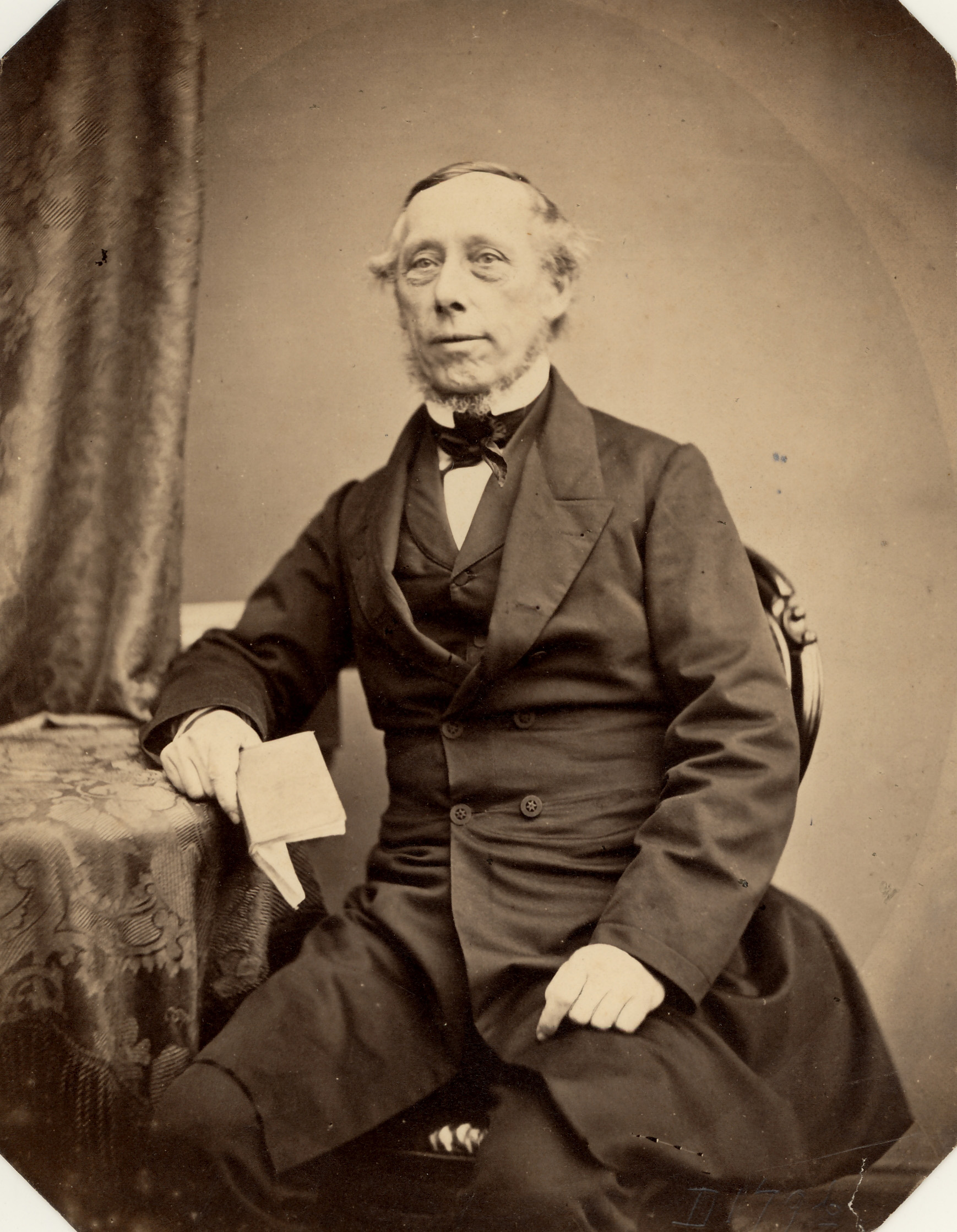
Wilhelm Nagel, Fotografie um 1860, Focke-Museum Bremen

 Wilhelm Nagel , oder Carl/Karl August Wilhelm Nagel, (* 14. Dezember 1805 in Halle; † 26. Oktober 1864 in Bremen) war ein deutscher Theologe und Aufklärer.

## Biografie
Nagel war der Sohn eines Arztes, wurde aber früh Waise. Er wohnte in einem Waisenhaus und durfte die Lateinschule besuchen. Nach seinem Abitur von 1823 studierte er Theologie. In Westfalen arbeitete er von 1826 bis 1828 als Hauslehrer bei adligen Familien. 1832 bestand er sein Examen in Bielefeld und war danach Hilfsprediger beim Superintendenten Scherr an der Neustädter Kirche in Bielefeld. Von 1838 bis 1842 war er Pastor in Heepen bei Bielefeld.
Am 10. Juli 1842 wurde er als Pastor an die Rembertigemeinde Bremen berufen. Nagel war ein Vertreter des kirchlichen Liberalismus. Anlässlich einer Versammlung der Naturforscher in Bremen veröffentlichte er 1844 anonym in der Weserzeitung den Aufsatz Einiges über den Einfluß der Naturwissenschaften auf Religion und Volksbildung überhaupt und löste einen weiteren Bremer Kirchenstreit mit seinen orthodoxen Gegnern aus, die seine Ablösung forderten. Der konservative, reformierter Pastor Friedrich Ludwig Mallet leitete zu dieser Zeit das sogenannte Geistliche Ministerium von Bremen (Gesamtvertretung der Pfarrerschaft). Er bestellte den „lieben Herrn Amtsbruder Nagel“ ein, kritisierte ihn heftig und bezeichnete Nagels „Aufsätze als Lüge und Lästerung wider dem Herrn“. Das Gremium forderte Nagels Ausschluss.

Seine Gemeinde trat für ihn ein sowie der liberale Pastor Carl Friedrich Wilhelm Paniel von der St.-Ansgarii-Kirche. Auch Bürgermeister Johann Smidt, der Mitglied der Rembertigemeinde war, und der Senat unterstützen ihn mit der Erklärung von 1845
„… daß, da sogenannte Glaubensgerichte im Bremischen Freistaate ordnungsmäßig nicht beständen, es auch keiner Behörde gestattet sei, sich eigenmächtig dazu aufwerfen. Pastor Nagel könne und dürfe nicht vom Ministerio ausgeschlossen werden, und dieses werde keine Sitzung halten, ohne ihn dazu einzuladen.“
Der Senat forderte, die Pastoren hätten nunmehr Ruhe zu geben und sich „zur Erhaltung des kirchlichen Friedens der Teilnahme an den bekannten öffentlichen Diskussionen zu enthalten“... „Jeder der Pastoren hätten nur mit Ja oder Nein zu antworten...“ Nach dem alle Pastoren kleinlaut mit Ja antworteten wurde der Ausschluss Nagels annulliert.

Damit war die Kirchenfreiheit in Bremen beispielhaft auch für andere Regionen  deutlich bestätigt worden.
In der Zeit der Revolution von 1848/49 unterstützte er liberale und soziale Bewegungen, ließ sich aber nicht von den damaligen Parteien vereinnahmen. Er verblieb als Pastor auf der Kanzel.

Eines seiner Kinder ist der Ornithologe Richard Nagel.

## Werke
- Unter dem Namen Wilhelm Angelstern: Die Romane Das Testament und Thaleck. 1836.
- Zur Fortbildung des Christenthums. Eine Zusammenstellung von Predigten als Beitrag zur Religion des Geistes. 1845.
- Erbauungsstunden. 1846.
- Zum Wesen des Christenthums, als Fortsetzung der Erbauungsstunden. 1848.
- Inbegriff des Christenthums in seiner Ausbildung zur absoluten Religion. Grundlage für den Confirmanden-Unterricht. 1848.
- Trauerspiel Michael Servet. 1849.
- Zur Religion der Mündigkeit, Blätter in Predigtsorm. 1851.
- Das Christenthum in seiner Wahrheit als Religion der Gegenwart. 1855.
- Angelica. Tragödie. 1860.
- Erzählungen. 1863.
- Die Predigtsammlungen. Bremen 1883.
- Der Nachtwandler. Novelle. 1887.
- Thabor, Sammlung ausgewählter Predigten. Bremen 1888.